# Theodor Mortensen
Ole Theodor Jensen Mortensen, född 22 februari 1868 i Harløse, död 3 april 1952, var en dansk zoolog.
Mortensen tog artium 1885, teologisk ämbetsexamen 1890, men började därpå studera zoologi, var 1894 assistent vid det zoologiska institutet i Giessen och tog 1895 magisterkonferens. Åren 1895-97 var han anställd som assistent vid Dansk biologisk Station, 1897 disputerade han för filosofie doktorsgraden med avhandlingen Systematiske Studier over Echinodermlarver, 1902-17 var han assistent först vid Zoologisk Studiesamling och senare vid Zoologisk Museum; 1917 anställdes han slutligen som inspektor vid museets andra avdelning. Han invaldes 1944 som utländsk ledamot av Vetenskapsakademien i Stockholm och tilldelades Linnean Medal 1951.
Mortensens vetenskapliga arbetsfält var framför allt tagghudingarna och genom en ansenlig rad rikt illustrerade publikationer, till exempel Echinoidea, I-II i Ingolfexpeditionens resultat, Echinoidea från Siamexpeditionen 1899-1900, Studies on the Development of Crinoids (1920) samt Development and Larval Forms of Echinoderms (1921) vann han ett internationellt rykte som en av de ledande forskarna på detta område. Bland hans arbeten över andra djurgrupper kan nämnas bearbetningen av de nordiska kammaneterna (1912) i Ingolfexpeditionen; här finns en monografi om den starkt avvikande form Tjalfiella. Slutligen bör nämnas hans Undersøgelser over vor almindelige Rejes Biologi (1897). 
Mortensen var en framstående samlare, med inte bara ovanligt god kännedom om dansk havsfauna, utan som även under resor, till Siam, Västindien, Stilla havet och Ostindien insamlade ett storartat undersökningsmaterial. Hans intresse för studier i naturen gjorde honom till en ivrig talesman för inrättandet av ett danskt marint laboratorium.